# Стасенко, Степан Иванович
Степан Иванович Стасенко — советский хозяйственный, государственный и политический деятель, Герой Социалистического Труда.

## Биография
Родился в 1931 году в селе Новая Гребля. Член КПСС.
С 1955 года — на хозяйственной, общественной и политической работе. В 1955—1999 гг. — главный ветеринарный врач совхоза «Великотокмакский» Больше-Токмакского района, директор совхоза «Соцземлеробство» Весёловского района, директор совхоза «Придонецкий» Куйбышевского района Запорожской области Украинской ССР.
Указом Президиума Верховного Совета СССР от 7 августа 1991 года присвоено звание Героя Социалистического Труда с вручением ордена Ленина и золотой медали «Серп и Молот».
Делегат XXIII съезда КПСС.
Умер в селе Шевченковское в 2017 году.